# Morgauši
Morgauši (in russo Моргауши?; in ciuvascio: Муркаш) è un villaggio della Russia europea centrale, capoluogo del distretto Morgaušskij nella Repubblica dei Ciuvasci. Aveva una popolazione di 3562 abitanti nel 2021.
Si trova 47 chilometri a sud-ovest di Čeboksary.